# Noordschermerdijk

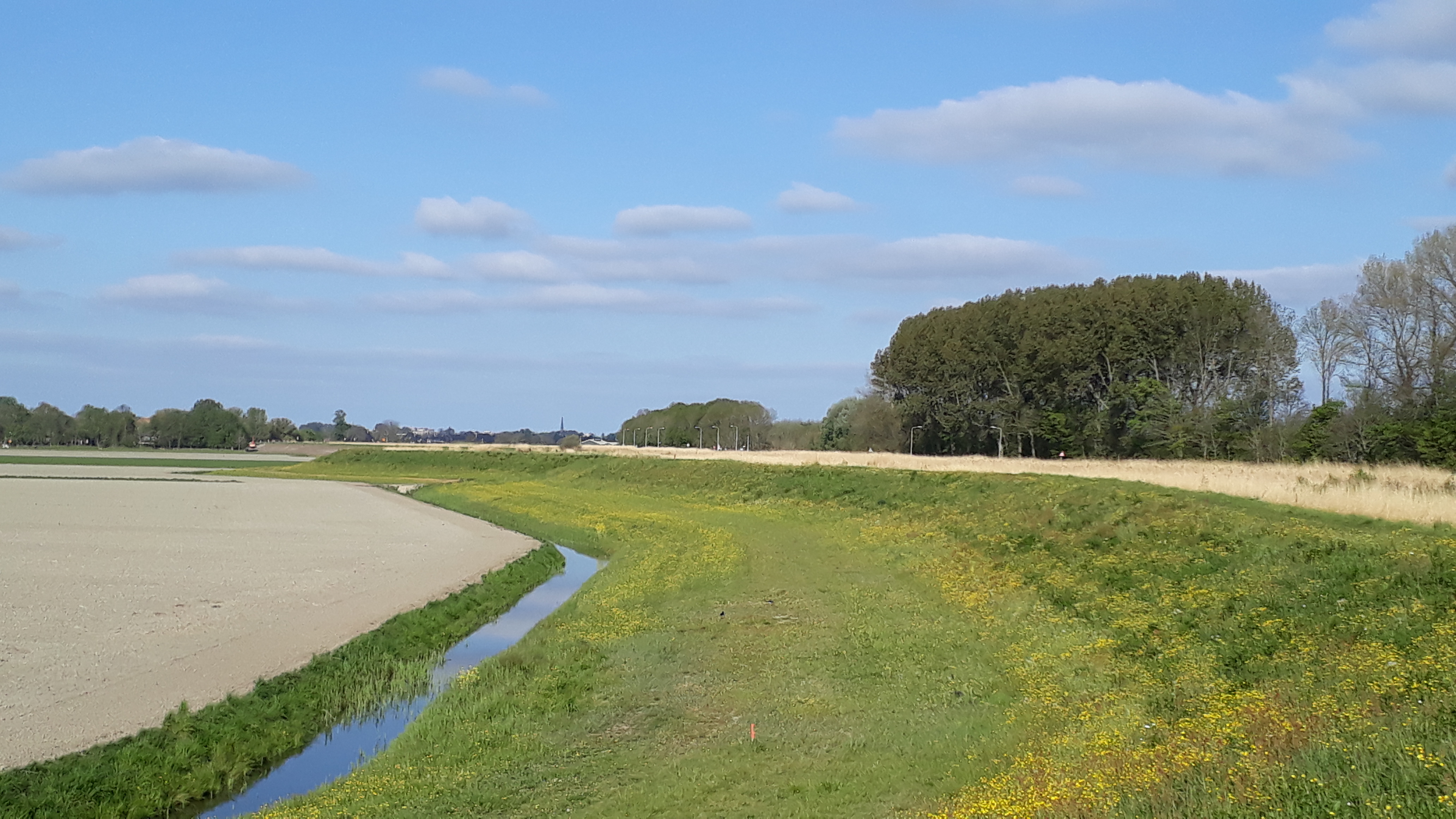
De Slingerdijk bij Oterleek kijkend in de richting van Alkmaar

De Noordschermerdijk is een dijk in de Nederlandse provincie Noord-Holland en gemeente Alkmaar. De dijk is als de historische Huygen Dijck onderdeel van de Westfriese Omringdijk en sinds de inpoldering van de Schermer onderdeel van de Schermerringdijk. De dijk loopt van Oterleek tot Rustenburg ten zuiden van de ringvaart van Heerhugowaard.

## Geschiedenis

### Huygen Dijck

Ligging van de historische Huygen Dyck in de Westfriese Omringdijk, tussen de Schermeer en de latere Heerhugowaard, naar een kaart van Beeldsnijder uit 1575.

De Noordschermerdijk is samen met de Slingerdijk als de historische Huygen Dijck bijzonder oud, reeds in de negende eeuw is sprake van een dijk in dit gebied, het ging om een van de vele lage dijken die werden gebouwd in veen en moerassige gebieden van dit deel van Nederland. De lage dijk raakte in slechte staat tijdens de campagne van graaf Arnulf van Holland tegen de West-Friezen in 993. De lage dijk was ook niet bestand tegen de latere grote stormen, die onder meer de Waert en de Scermer hebben doen ontstaan en die door de Huygen Dijck van elkaar werden gescheiden.  

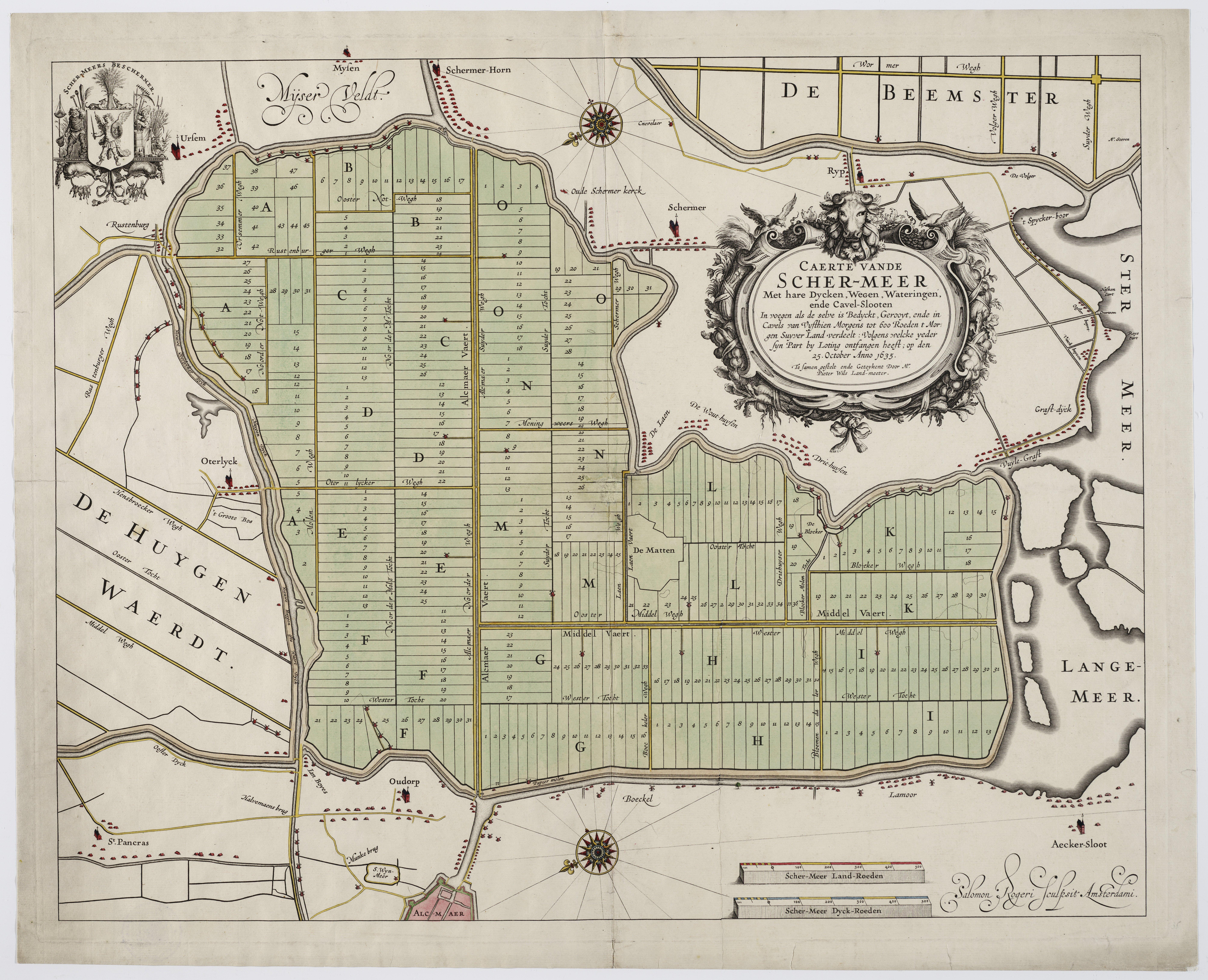
Caerte van de Scher-meer met de "Huygen Dyck" en "Nieuwe Huygen ofte Waert Dyck" aangegeven; 1635. Het noorden is links

Caerte van de Heer-Huygen-Waert met de "Huygen Dyck" en "Nieuwe Huygen Dyck" aangegeven; 1631. Het noorden is links.

De Huygen Dijck lag in een gebied van schorren en slikken dat men kon belopen van bijvoorbeeld Langedijk tot en met het eiland van Oterleek. In het noorden van wat nu Heerhugowaard is lag een moerasachtige lagune. Aan de andere kant van de dijk lag het water van de Schermer, oorspronkelijk een rivier-veengebied dat door de stormen onder water was gekomen. Aan dit grote meer kwam een eind toen de oude dijk werd hersteld en verhoogd en de polder werd drooggemalen.
Lange tijd was de Huygen Dijck, die in de vijftiende en zestiende eeuw aan beide kanten door water was omgeven omdat het voorland vrijwel was verdwenen, een zwakke schakel in de Westfriese Omringdijk. Het gevaar was steeds aanwezig dat de dijk bij zware storm zou doorbreken, en een grote binnenzee zou ontstaan in het Noorderkwartier van Holland. In 1544 maakte men op last van keizer Karel V een begin met het afsluiten van de zeegaten die de binnenwateren ten zuiden van de dijk met de Zuiderzee verbonden en nam het gevaar af.

#### Naamgever
Er is veel discussie over de naamgever van de Huygen Dijck, drie namen worden genoemd: Hugo van Assendelft, Hugo van Akersloot en Hugo van Elkerslote.
Hugo van Assendelft wordt volgends het vermoeden van sommigen genoemd als naamgever. Hij zou een belangrijk man zijn geweest die door Floris V was benoemd tot baljuw van onder meer het Hoogwouder of Overleker ambacht. Verder zou hij veel bezittingen in West-Friesland hebben gekregen en wordt hij genoemd als eerste kastelein van het kasteel in Medemblik. Na de moord op Floris V in 1296 bestormden de West-Friezen het kasteel waarbij Heer Hugo zou zijn gesneuveld. Echter in de stamboom van de van Assendelft's is geen Heer Hugo bekend.
Hugo II van Akersloot wordt ook genoemd als mogelijke naamgever, er is een oorkonde bekend uit 1250 waar Hugo van Akersloot de broeders van de Abdij van Egmond bedankte met een stuk land voor de aanleg van een dijk.
Hugo van Elkerslote wordt als derde mogelijkheid genoemd.

### Van Huygen Dijck naar Noordschermerdijk en Slingerdijk
Toen rond 1630 de Heerhugowaard werd ingepolderd werd er een nieuw dijk aangelegd parallel aan de Huygen Dijck. Deze nieuwe dijk werd de "Nieuwe Huygen ofte Waert Dyck" genoemd. Vervolgens werd vanaf circa 1633 de Schermer ingepolderd welke in 1635 droog viel. De waterkerende functie van de Huygen Dijck wijzigde daardoor. De dijk moest nu de Schermerpolder droog houden en werd zo onderdeel van de ringdijk om de Schermer. De Huygen Dijck werd uiteindelijk Noordschermerdijk en Slingerdijk genoemd, en de Nieuwe Huygen ofte Waert Dyck naar het huidige Huygendijk.

#### Galgendijk
Het deel van de historische Huygen Dijck dat nu Slingerdijk heet, had eerder de naam Galgendijk. Ter hoogte van het huidige gemaal was het galgenveld van de Geestmerambacht.

## Molens
Langs de Noordschermerdijk staan of stonden de volgende molens:
- Korenmolen:
  - Molen de Otter.

- Strijkmolens:
  - Strijkmolen H in Rustenburg (verdwenen);
  - Strijkmolen I in Rustenburg;
  - Strijkmolen K in Rustenburg;
  - Strijkmolen L in Rustenburg.